# جون مور
 الميجور جون مور (بالإنجليزية: John More)‏ سياسي بريطاني عمل في الكويت كوكيل سياسي بريطاني معتمد خلال الفترة ما بين 1920 إلى 1929 وحضر معاهدة العقير 1922 التي رسمت فيها حدود السعودية والكويت العراق.